# La riffa
La riffa è un film del 1991 diretto da Francesco Laudadio.
Si tratta del primo lungometraggio girato dal regista Laudadio che ha curato anche soggetto e sceneggiatura.
Questo film segna l'esordio sul grande schermo di Monica Bellucci, all'epoca famosa come modella: la locandina evidenzia il suo nome con la dicitura: "Aveva perso tutto, tranne il suo corpo".

## Trama
Bari. Francesca, signora bella, ricca ed elegante, rimane vedova con una figlia e un mucchio di debiti lasciati dal marito Maurizio, di cui scopre anche i tradimenti. Su consiglio di Cesare, amico oltre che avvocato, la donna si disfa poco a poco di una villa in riva al mare, di mobili, pellicce e gioielli, nonché della imbarcazione (che Cesare compra), così da saldare almeno un anno di fitto arretrato e la retta dell'esclusiva scuola della piccola Giulia. Non vi sono per lei prospettive di lavoro e una, offertale dal marito di un'amica, fallisce sul nascere per la intraprendenza di costui verso la seducente, nuova commessa.
Francesca allora, d'accordo con l'amico avvocato, decide d'indire una riffa dove lei sarà il premio. Un notaio visiona i termini dell'accordo: i partecipanti saranno solo venti e pagheranno 100.000.000 di lire a testa. Il vincitore avrà diritto a convivere con lei per quattro anni e potrà chiedere ciò che vuole. I partecipanti abbondano, tutti amici del marito e l'avvocato stesso sarà uno di loro. Un giorno, Francesca investe con l'automobile un giovane, Antonio, con cui ha poi un rapporto d'amore. Questi sembra conoscere i contenuti della riffa e, malgrado proclami la sua passione amorosa, sarebbe disposto a che lei sia goduta dal vincitore, continuando con la donna incontri segreti. In realtà lo squattrinato giovanotto mira nel tempo a beneficiare del capitale, in natura e in rendita.
Pochi giorni prima dell'estrazione arriva tuttavia un esposto alla procura. Lo studio dell'avvocato viene perquisito, e si profila uno scandalo che potrebbe scuotere la buona società locale. Francesca davanti alla polizia non smentisce la storia della riffa ma afferma che il premio è costituito in realtà dall'imbarcazione acquistata da Cesare e che tutti, amici e amiche, si sono mobilitati per aiutare lei e la bambina. Il Commissario, per non creare scandalo, accetta questa versione dei fatti, dopo di che Francesca prende un aereo e se ne va per sempre: incasserà con comodo i venti assegni da cento milioni.

## Produzione
Laudadio gira questo film quasi per intero nella sua città di adozione (nato a Mola di Bari, da piccolo si era trasferito a Bari con il fratello Felice) con la maggior parte delle scene all'hotel Villa Romanazzi Carducci. Il film offre inquadrature del Castello Svevo, del lungomare della città nuova e della città vecchia, del Circolo della Vela, del Circolo Unione (nello stabile del Teatro Petruzzelli), del palazzo de La Gazzetta del Mezzogiorno, dell'Aeroporto di Palese e del glorioso Palazzo Mincuzzi (in questo negozio la Bellucci fa la parte della commessa e Gianni Roman recita nel ruolo di titolare).
Le uniche scene fuori città sono girate a San Vito, località di Polignano a Mare (antica abbazia e porticciolo) e alcune sequenze a Ruvo di Puglia presso Villa Fenicia.
Da segnalare che la giornalista Susanna Napolitano è assistente alla regia.
Primo film per Monica Bellucci, doppiata per l'occasione da Laura Boccanera (voce abituale di importanti attrici americane, come Jodie Foster e Julia Roberts).